# Antonio Boncompagni Ludovisi
Pour les articles homonymes, voir Boncompagni et Ludovisi.
Antonio Boncompagni Ludovisi, né le 11 août 1808 à Rome et mort le 10 juillet 1883 à Milan, est le VIIe prince de Piombino et un homme politique italien.

## Biographie
Antonio Boncompagni Ludovisi naît le 11 août 1808 à Rome. Il est le fils de Luigi I Boncompagni Ludovisi, prince de Piombino et duc de Sora, et de sa femme, Maddalena Odescalchi.
D'idées libérales, il est élevé au rang de sénateur par le recensement de 1861.
Il meurt le 10 juillet 1883 à Milan.
Il laisse dans le deuil cinq enfants.

### Famille
Antonio épouse la princesse Guglielmina, fille de Francesco Massimo, premier duc de Rignano et de Calcata, et de son épouse, Carolina Lante della Rovere. Le couple a  les enfants suivants ensemble : 
- Rodolfo (1832-1911), 8e prince de Piombino et duc de Sora, il épouse Agnese Borghese
- Maria Carolina, mariée à Francesco Rospigliosi Pallavicini
- Giulia, mariée à Marco Boncompagni Ludovisi Ottoboni
- Ignazio, sénateur, époux de Teresa Marescotti
- Lavinia (1854-1938), mariée à Rinaldo Taverna